# Білий слон (тварина)

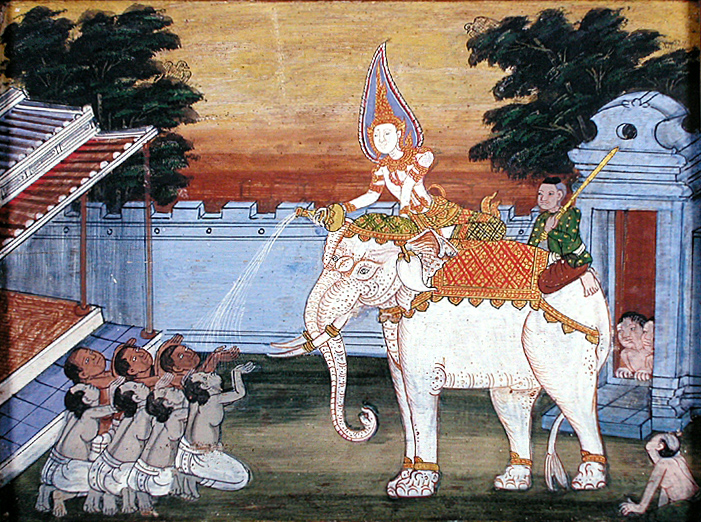
Королівський білий слон на тайській картині

Білий слон (або слон-альбінос) — рідкісний різновид слона, але не окремий його вид. Хоча вони часто зображуються білосніжного кольору, насправді їхня шкіра, як правило, має м'який червонувато-коричневий колір і стає світло-рожевою при намоканні. У білих слонів також світлі вії та нігті. Білі слони, таким чином, лише номінально білі.
Деякі з них (імовірно три) в даний час належать правителям М'янми — генерал Тан Шве вважає себе спадкоємцем бірманських королів, — один сірий, а три інших рожеві, але всі вони офіційно білі. Король Таїланду також має декілька білих слонів. Колишній віцепрезидент США Спіро Агню одного разу подарував білого слона королю Камбоджі Нородому Сіануку.

Прапор Сіаму в 1855—1916 роках

В індуїзмі білий слон вважається створеним богом Індрою повелителем всіх слонів на Землі. У Таїланді — священна тварина і символ королівської влади. Король Таїланду має десять білих слонів; вони не обов'язково повинні бути строго білими, але всі мають світлу шкіру. Тварин-кандидатів відбирають по цілому ряду фізичних і поведінкових критеріїв. У минулому білі слони в Таїланді також іноді підносили як подарунки друзям короля, причому їх було заборонено використовувати як робочих тварин.
Термін «білий слон» проник зі Сходу в англійську мову, де перетворився на однойменну ідіому.
Станом на 2023 рік у М'янмі налічується десять білих слонів. Король Таїланду також утримує кілька білих слонів — одинадцять станом на 2016 рік.